# КК Лијеткабелис
КК Лијеткабелис (литв. Krepšinio Klubas Lietkabelis) литвански је кошаркашки клуб из Паневежиса. Тренутно се такмичи у Литванској кошаркашкој лиги и у Еврокупу.

## Историја
Клуб је основан 1964. године. У Литванској кошаркашкој лиги такмичи се од њеног оснивања, а најбољи резултат остварио је у сезони 2016/17. освајањем другог места. 
Од оснивања Балтичке лиге је и њен редовни учесник. Махом се такмичио у нижем рангу ове лиге, Челенџ купу, све док је он постојао, а успео је и да га освоји 2012. године. У елитном рангу лиге највећи успех био је пласман међу 16 најбољих.

## Успеси

### Национални
- Првенство Литваније:
  - Вицепрвак (2): 2017, 2022.

- Куп Литваније / Куп краља Миндовга:
  - Финалиста (4): 2017, 2021, 2022, 2024.

### Међународни
- Челенџ куп Балтичке лиге:
  - Победник (1): 2012.

## Учинак у претходним сезонама
| Сез.     | Првенство Литваније | Куп Литваније | Регионално такмичење          | Европско такмичење                 |
| -------- | ------------------- | ------------- | ----------------------------- | ---------------------------------- |
| 2012/13. | 9. место            | —             | Балтичка лига — Топ 16        | —                                  |
| 2013/14. | 9. место            | —             | Балтичка лига — Осмина финала | —                                  |
| 2014/15. | Четвртфинале ПО     | Четвртфинале  | Балтичка лига — Четвртфинале  | —                                  |
| 2015/16. | Четвртфинале ПО     | Четвртфинале  | Балтичка лига — 3. место      | —                                  |
| 2016/17. | Вицепрвак           | Финалиста     | —                             | Еврокуп — Топ 16                   |
| 2017/18. | Полуфинале ПО       | Полуфинале    | —                             | Еврокуп — Топ 24                   |
| 2018/19. | Полуфинале ПО       | Полуфинале    | —                             | ФИБА Лига шампиона — Групна фаза   |
| 2019/20. | 3. место            | Полуфинале    | —                             | ФИБА Лига шампиона — Осмина финала |
| 2020/21. | Полуфинале ПО       | Финалиста     | —                             | Еврокуп — Топ 24                   |
| 2021/22. | Вицепрвак           | Финалиста     | —                             | Еврокуп — Осмина финала            |
| 2022/23. | Полуфинале ПО       | Полуфинале    | —                             | Еврокуп — Осмина финала            |
| 2023/24. | Полуфинале ПО       | Финалиста     | —                             | Еврокуп — Групна фаза              |

## Познатији играчи
- Џамар Вилсон
- Миле Илић
- Симас Јасаитис
- Дарјуш Лавринович
- Кшиштоф Лавринович
- Доминик Мавра
- Миљан Павковић
- Жанис Пејнерс
- Фран Пилепић

## Познатији тренери
- Ненад Чанак